# Patchewollock
Patchewollock is een plaats in de Australische deelstaat Victoria en telt 332 inwoners (2006).